# Megacyphoderus gallicus
Megacyphoderus gallicus is een springstaartensoort uit de familie van de Cyphoderidae. De wetenschappelijke naam van de soort is voor het eerst geldig gepubliceerd in 1948 door Delamare Deboutteville.